# Herrera de Pisuerga
Herrera de Pisuerga és un municipi de la província de Palència, a la comunitat autònoma de Castella i Lleó.

## Pedanies
- Naveros de Pisuerga
- Olmos de Pisuerga
- Ventosa de Pisuerga
- Villabermudo de Ojeda